# Tresticklan-Boksjön
Tresticklan-Boksjön este o arie protejată (arie specială de conservare — SAC, sit de importanță comunitară — SCI) din Suedia întinsă pe o suprafață de 3.260,5 ha, integral pe uscat.

## Localizare
Centrul sitului Tresticklan-Boksjön este situat la coordonatele 59°01′27″N 11°45′10″E / 59.0241°N 11.7527°E.

## Înființare
Situl Tresticklan-Boksjön a fost declarat sit de importanță comunitară în decembrie 1995 pentru a proteja un număr necunoscut de specii din flora spontană și fauna sălbatică aflate în arealul zonei. Situl a fost protejat și ca arie specială de conservare în martie 2011.

## Biodiversitate
Situată în ecoregiunea boreală, aria protejată conține 7 habitate naturale: Mlaștini turboase de tranziție și turbării mișcătoare, Mlaștini împădurite, Ape stătătoare oligotrofe până la mezotrofe, cu vegetație de Littorelletea uniflorae și/sau de Isoëto-Nanojuncetea, Taiga vestică, Pante stâncoase silicioase cu vegetație casmofită, Roci stâncoase cu vegetație pionieră de Sedo-Scleranthion sau Sedo albi-Veronicion dillenii, Lacuri și iazuri distrofice naturale.
La baza desemnării sitului se află un număr nedeclarat de specii protejate.